# Ruski kijevski konvoj
Ruski kijevski konvoj je bila velika kolona ruskih vojaških vozil, ki se je raztezala približno 64 km. Vpleten je bil v rusko invazijo na Ukrajino leta 2022. Sprva je hotel napasti Kijev, nato pa se je iz nejasnih razlogov ustavil. Komentatorji namigujejo, da so napredovanje zaustavile težave s pomanjkanjem goriva in hrane, morda pa so ga zaustavili tudi napadi ukrajinske vojske.
2. aprila 2022 je ukrajinsko obrambno ministrstvo po umiku ruskih sil z območja celotne kijevske oblasti, to razglasilo za regijo, prosto ruskih vojakov. Tri dni pred tem je obrambno ministrstvo Združenih držav izjavilo, da »konvoj nikoli v resnici ni opravil svoje naloge.« 4. marca 2022 je The Economist izjavil, da je počasen tempo in navidezna neorganiziranost vojaške formacije reprezentativna za ruske težave med invazijo na splošno.

## Ozadje
Rusija je upala na hitro zavzetje Kijeva in odstranitev ukrajinske vlade, s čimer bi omogočila namestitev proruske vlade. Rusija sile so bile pozicionirane v Belorusiji, kjer so prestopile mejo in napadle sever Ukrajine, druge sile pa so napadle iz Donbasa, Luganska in Krima na jugu Ukrajine.

## Opazovanja

### Premiki
Maxar Technologies je konvoj proti Kijevu prvič opazil na satelitskih posnetkih v ponedeljek, 28. februarja 2022. Kolona vozil je v Ukrajino prešla iz Belorusije in se premaknila proti jugu skozi Pribirsk, nato pa Ivankov. Konvoj se je kot del priprav na bitko za Kijev očitno odpravljal proti Kijevu, glavnemu mestu Ukrajine, predvidoma z namenom obleganja in pritiskanja na Kijev. Glede na posodobitev obveščevalnih podatkov ministrstva za obrambo Združenega kraljestva za 7. marec 2022 pa »glavnina velike ruske kolone, ki napreduje proti Kijevu, ostaja več kot 30 km oddaljena od središča mesta, saj so jo zadržali močan ukrajinski odpor, mehanske okvare in zastoji.« Time je poročal, da je bila kolona 1. marca iz središča mesta oddaljena 25 km, nato pa so poročali, da je zastajala med 25 in 30 kilometri izven Kijeva.

### Sestava in velikost
2. marca je bilo ocenjeno, da je konvoj sestavljalo do 15.000 vojakov. Sama formacija je sestavljena iz različnih vojaških vozil, ki so parkirani vzporedno čez širše odseke ceste. Konvoj je znan po svoji velikosti, ki se v dolžino razteza približno 65 km. Satelitske fotografije konvoja kažejo, da je kolona sestavljena iz ruskih oskrbovalnih tovornjakov, vojakov, orožja in topništva. Reuters je popravil velikost konvoja in ocenil, da je večji kakor poprej, in postavil dolžino 64 km, pri čemer The Independent ocenjuje, da je velikost do 1. marca s prvotnih 27 km narasla na 64 km.

### Zračna obramba
Konvoj je bil zaščiten z mobilnimi protiletalskimi sistemi. Ni znano, kako učinkoviti so, saj so drugje ukrajinska brezpilotna letala Baykar Bayraktar TB2 do 1. marca uspešno napadla in »Uničila tri [ruske] raketne sisteme SAM in štiri 152-milimetrske topniške enote, skupaj z več kot 10 tovornjaki in več tanki.«:20:49  Učinkovitost brezpilotnih letal TB2 je bila delno pripisana ruskemu neuspehu pri doseganju zračne premoči v začetni fazi vojne ter slabi ruski koordinaciji in komunikaciji. : 20:53  Ukrajinski poveljniki so razmišljali o uporabi proti konvoju, vendar so imeli razmeroma malo brezpilotnih letal TB2, malo vojaškega osebja je bilo usposobljeno za učinkovito upravljanje z njimi, ruske sile pa bi jih morda lahko izsledile in sestrelile prek njihovih GPS oddajnikov. Poleg tega je letalski raziskovalec Justin Bronk izjavil, da se do 3. marca zdi, da so ruske sile premaknile več sistemov zračne obrambe naprej, tudi okoli kolone.:: 21:40  Bronk je trdil, da je konvoj tako postal »zelo, zelo težka tarča ukrajinskih letalskih sil«, saj je bil v dosegu raketnih sistemov S-400 vzdolž belorusko-ukrajinske meje, izključujoč skoraj kakršne koli napade konvencionalnih letal s posadko na konvoj (razen morda zelo nizke ravni letenja z vizualnim ciljanjem).: 21:46 

## Obstanek
Konvoj je obstal 8 dni po pričetku invazije, na razdalji približno 30 km iz središča Kijeva; od 7. marca 2022 se po navedbah ameriških obrambnih uradnikov kolona nekaj dni sploh ni premaknila.
Veliko je bilo razprav o tem, zakaj je konvoj zastal. Ministrstvo za obrambo Združenega kraljestva je ugotovilo, da so njegovo napredovanje do 7. marca »Odlašali močan ukrajinski odpor, mehanske okvare in zastoji. Konvoj je v več kot treh dneh naredila malo opaznega napredka.«
- Pomanjkanje goriva in hrane: Veliko teorij predlaga, da je konvoj zastal zaradi pomanjkanja goriva in hrane.[2][22] V širšem konfliktu so se pojavile očitne težave z gorivom in oskrbo, saj je tovornjakom in vozilom zmanjkalo goriva, ti so bili kasneje opuščeni.[1] V nekaterih primerih so ruski vojaki lokalne Ukrajince prosili za hrano ali gorivo za njihova vozila.[23]
- Vreme, teren in zastoji: drugi mediji namigujejo, da so vozila obtičala v blatu, kar je povzročilo prometne zastoje.[16] Obstajajo številni primeri, ko ruska vozila niso mogla voziti po blatnem ali močvirnem terenu. V tem primeru se zdi, da teren zaradi blage zime letos ni trdno zmrznil. Na družbenih omrežjih so bile široko objavljene slike težkih goseničarjev, ki so jih ruski vojaki po obtičanju v blatu zapustili.[14] To vprašanje je še posebej opazno v severni Ukrajini, ki se med Rasputico, sezonsko otoplitvijo v pomladnem času, uveljavi na več območjih in stanje še dodatno poslabša.[14]
- Ukrajinski napadi: Drugi trdijo, da je konvoj zastal zaradi napadov ukrajinske vojske, čeprav je bilo o tem objavljenih malo preverjenih informacij. Domnevajo, da je bila kolona napadena s topništvom, turškimi droni ali zasedami.[1][2][6] 28. marca so poročali, da so konvoj ustavili ukrajinski napadi brezpilotnih letal.[3]
- Vzdrževanje: Slabo vzdrževanje vozila je morda prispevalo k zastoju konvoja.[1][23][24] Trent Telenko, ki je bil prej strokovnjak za osebje Pentagona in pisec vojaške zgodovine, in Karl Ruth, vladni svetovalec in ekonomist, sta podprla teorijo vzdrževanja, pri čemer je Telenko tudi opozoril, da ruska vojska »Preprosto ne more tvegati na terenu med [sezono blata].«[25]
- Čakanje: Drugi komentarji so teoretizirali, da je konvoj preprosto čakal na vzpostavitev prednje operativne baze.[26][27]
- Splošna slaba načrtovanost in organiziranost: <i>Janes Information Services</i> je teoretiziral, da je splošna ruska nepripravljenost na invazijo na Ukrajino povezana z dejstvom, da Rusija ni delovala v tem obsegu od druge svetovne vojne, in tako povzročila težave s komunikacijo in usklajenost enot, kar ima za posledico zastoj in očitno neorganiziranost oklepne kolone.[28]

## Strateška analiza
Razprave o koloni kmalu po njenem pojavu, so predvidevale, da bo ta vstopila v Ukrajino, se premaknila na proti Kijevu in ga nato obkrožila in oblegala.
CNN je 3. marca 2022 citiral nekdanjega finskega strokovnjaka za obrambno obveščevalno službo Marttija Karija, ki je dejal, da je strateško zastoj kolone predstavljal dve glavni grožnji njeni tekoči kampanji. Zastala kolona je sedaj lahka tarča, ki jo lahko sčasoma z napadi uničijo. Drugič, zastoj kolone bi lahko ob zaustavitvi povzročil očitne moralne težave ne le tistim v koloni, temveč tudi drugim ruskim vojakom, ki so slišali za njeno stisko.
Nekateri komentarji kažejo, da so enote v konvoju sestavljali pretežno oskrbovalni tovornjaki, vojaki v konvoju pa so preživeli z zaužitjem zalog v tovornjakih, ki jih je konvoj nameraval dostaviti drugim enotam. Nekateri so videli njeno počasno napredovanje in logistične težave kot simbol ruskih prizadevanj v vojni na splošno.
Kolona naj bi bila bodisi del načrtovanega obleganja Kijeva, pri čemer bi se vozila in čete razkropili na svoje položaje, ali pa je šlo za oskrbovalni konvoj za dopolnjevanje zalog hrane in streliva za čete, ki so že sodelovale v območju; ali pa je bil cilj kolone morda vzpostavitev prednje operacijske baze za napad na Kijev.

## Ukrajinske zaveze
ABC je 3. marca poročal, da so kopenski napadi s protitankovskim orožjem uničili številna vozila. Opozoril je, da je napad namerno ciljal začetek kolone, uničil vozila in ustvaril ad hoc cestne zapore, pri čemer naslednja vozila niso mogla napredovati. 11. marca je visoki ameriški obrambni uradnik izjavil, da so ukrajinske sile izvedle več napadov na konvoj s kopenskim ognjem, kot so protitankovske rakete FGM-148 Javelin, ki so jih dostavile države Zahoda. Ukrajinske enote so na njegovi pričakovani poti postavile različne ovire in zapore, vključno z "parkiranimi tramvaji, avtobusi in velikimi vozili".
Ukrajinski ostrostrelci so napadali vojake in posamezne ubili. Ukrajinski ostrostrelci so v konvoju ubili tudi visoke ruske uradnike. 3. marca je generalmajorja Andreja Sukovetskega, namestnika poveljnika kombinirane vojske osrednjega vojaškega okrožja, ubil ukrajinski ostrostrelec. Takrat je bil najvišji ubit ruski uradnik doslej.
Ukrajinska skupina Aerorozvidka je pomagala tudi z lastnimi brezpilotnimi letali, z nekaterimi s spustili tudi do 1,5 kg bomb in  protitankovskih izstrelkov na raketni pogon.

## Prerazporeditev in umik
Do 11. marca 2022 so se nekatere enote odcepile in razporedile na strelne položaje. Medtem ko je glavnina konvoja ostala na cesti, so nekateri deli, vključno s topništvom, zapustili glavno kolono in začeli zavzemati položaje blizu Hostomela. Drugi odseki so zasedli položaje v Lubjanki in v bližnjih gozdovih. Ameriško obrambno ministrstvo je 16. marca sporočilo, da je ruski konvoj severno od Kijeva se še vedno nahajal na istem mestu in ni napredoval - vendar je 31. marca ministrstvo za obrambo Združenih držav izjavilo, da ne more potrditi, da kolona še vedno obstaja, in opozorilo da na koncu "...ta nikoli ni zares izpolnila svojega poslanstva"
2. aprila 2022 je ukrajinsko obrambno ministrstvo celotno kijevsko oblast, kjer je bila razporejena vojaška kolona po njenem umiku, razglasila za brez napadalcev.